# Waals Parlement (samenstelling 1999-2004)
Deze lijst geeft de samenstelling weer van het Waals Parlement tussen 1999 en 2004. De legislatuur liep van 29 juni 1999 tot 13 mei 2004 en volgde uit de Waalse verkiezingen van 13 juni 1999.
Het Waals Parlement telt 75 leden. De Franstalige leden van het parlement zetelen tevens in het Parlement van de Franstalige Gemeenschap en de Duitstalige leden van het parlement zetelen in het Parlement van de Duitstalige Gemeenschap.
Tijdens deze legislatuur waren achtereenvolgens de Regering-Di Rupo I (15 juli 1999 - 4 april 2000) en de Regering-Van Cauwenberghe I (4 april 2000 - 27 juli 2004) in functie, allebei steunend op een meerderheid van PRL-FDF-MCC/MR, PS en Ecolo. De oppositie bestond dus uit PSC/cdH en FN.

## Samenstelling
| Begin legislatuur (1999) | Begin legislatuur (1999) | Begin legislatuur (1999) | Einde legislatuur (2004) | Einde legislatuur (2004) | Einde legislatuur (2004) |
| Fractie                  | Fractie                  | Zetels                   | Fractie                  | Fractie                  | Zetels                   |
| ------------------------ | ------------------------ | ------------------------ | ------------------------ | ------------------------ | ------------------------ |
|                          | PS                       | 25                       |                          | PS                       | 24                       |
|                          | PRL-FDF-MCC              | 21                       |                          | MR                       | 21                       |
|                          | Ecolo                    | 14                       |                          | Ecolo                    | 14                       |
|                          | PSC                      | 14                       |                          | cdH                      | 14                       |
|                          | Front National           | 1                        |                          | Front National           | 1                        |
|                          |                          |                          |                          | Onafhankelijk            | 1                        |

Wijzigingen in fractiesamenstelling: 
- In 2001 verlaat André Navez de PS-fractie en gaat als onafhankelijke zetelen.

## Lijst van de Waalse Parlementsleden
| Volksvertegenwoordiger     | Kieskring                | Fractie | Opmerkingen |
| -------------------------- | ------------------------ | ------- | --- |
| Patrick Avril              | Luik                     | PS      | Vervangt vanaf 16 juli 1999 Laurette Onkelinx, die minister in de Federale regering wordt. |
| Maurice Bayenet            | Dinant-Philippeville     | PS      | Voorzitter van de PS-fractie. |
| Richard Biefnot            | Bergen                   | PS      | |
| Maurice Bodson             | Zinnik                   | PS      | |
| Robert Collignon           | Hoei-Borgworm            | PS      | Parlementsvoorzitter vanaf 5 april 2000. |
| Frédéric Daerden           | Luik                     | PS      | Vervangt vanaf 16 juli 1999 José Happart, die minister in de Waalse Regering wordt. |
| Freddy Deghilage           | Bergen                   | PS      | Secretaris tot 26 april 2000. |
| Marc de Saint Moulin       | Zinnik                   | PS      | Vervangt vanaf 7 februari 2001 Willy Taminiaux, die burgemeester van La Louvière wordt. |
| Nicole Docq                | Namen                    | PS      | Vervangt vanaf 7 februari 2001 Bernard Anselme, die burgemeester van Namen wordt. |
| Paul Ficheroulle           | Charleroi                | PS      | Vervangt vanaf 16 juli 1999 Jean-Claude Van Cauwenberghe, die minister in de Waalse Regering wordt. Ficheroulle is voorzitter van de commissie Begroting, Algemene Zaken, Buitenlandse Betrekkingen en Europese Fondsen. |
| Didier Donfut              | Bergen                   | PS      | Voorzitter van de commissie Sociale Actie, Huisvesting en Gezondheid. |
| Michel Filleul             | Charleroi                | PS      | Vervangt vanaf 24 september 2003 Christian Dupont, die minister in de Franse Gemeenschapsregering wordt. |
| Paul Furlan                | Thuin                    | PS      | |
| Gil Gilles                 | Namen                    | PS      | Voorzitter van de commissie Economie, KMO's, Buitenlandse Handel en Toerisme. |
| Gustave Hofman             | Luik                     | PS      | Ondervoorzitter tot 5 april 2000, secretaris vanaf 26 april 2000. |
| Jean-François Istasse      | Verviers                 | PS      | |
| Jean-Marie Léonard         | Luik                     | PS      | |
| Robert Meureau             | Hoei-Borgworm            | PS      | |
| Jean Namotte               | Luik                     | PS      | |
| Jean-Pierre Perdieu        | Doornik-Aat-Moeskroen    | PS      | |
| Francis Poty               | Charleroi                | PS      | |
| Edmund Stoffels            | Verviers                 | PS      | |
| Pierre Wacquier            | Doornik-Aat-Moeskroen    | PS      | Vervangt vanaf 11 juni 2003 Annick Saudoyer, die lid wordt van de Kamer van volksvertegenwoordigers. Saudoyer verving van 21 maart 2001 tot 11 juni 2003 Christian Massy, die burgemeester van Doornik werd. Massy verving op zijn beurt van 16 juli 1999 tot 4 april 2000 federaal minister Rudy Demotte. Van 17 januari tot 21 maart 2001 verving Massy opnieuw Rudy Demotte, toen die minister in de Franse Gemeenschapsregering. |
| Léon Walry                 | Nijvel                   | PS      | Secretaris. |
| André Navez                | Thuin                    | PS      | Zetelt vanaf 28 maart 2001 als onafhankelijke. |
| Claude Ancion              | Luik                     | PRL     | |
| Chantal Bertouille         | Doornik-Aat-Moeskroen    | PRL     | Voorzitter van de PRL-FDF-MCC-fractie van 12 juli 1999 tot 15 september 2001. |
| Jean Bock                  | Aarlen-Marche-Bastenaken | PRL     | |
| Pierre Boucher             | Nijvel                   | PRL     | |
| Véronique Cornet           | Charleroi                | PRL     | Voorzitter van de commissie Technologische Ontwikkeling, Onderzoek, Werk en Opleiding. |
| André Damseaux             | Verviers                 | PRL     | Ondervoorzitter vanaf 5 april 2000. |
| Jean-Pierre Dardenne       | Aarlen-Marche-Bastenaken | PRL     | Voorzitter van de commissie Leefmilieu, Natuurlijke Bronnen, Landbouw en Landelijkheid. |
| Christine Defraigne        | Luik                     | PRL     | Vervangt vanaf 16 juli 1999 Michel Foret, die minister in de Waalse Regering wordt. |
| Philippe Fontaine          | Charleroi                | PRL     | Voorzitter van de PRL-FDF-MCC/MR-fractie vanaf 16 september 2001. |
| Claudy Huart               | Doornik-Aat-Moeskroen    | PRL     | Vervangt vanaf 10 mei 2000 de overleden Jean-Pierre Dauby. |
| Michel Joiret              | Hoei-Borgworm            | PRL     | Vervangt vanaf 16 juli 2003 Hervé Jamar, die staatssecretaris in de Federale regering wordt. Jamar zelf verving van 17 januari 2001 tot 15 juli 2003 Pierre Hazette, minister in de Franse Gemeenschapsregering. |
| Michel Huin                | Thuin                    | PRL     | |
| Gérard Mathieu             | Neufchâteau-Virton       | PRL     | Secretaris. |
| Richard Miller             | Bergen                   | PRL     | Werd van 17 januari 2001 tot 6 juni 2003 als minister in de Franse Gemeenschapsregering vervangen door Pierre Fortez. Miller was parlementsvoorzitter tot 5 april 2000. |
| Marcel Neven               | Luik                     | PRL     | |
| Jacques Otlet              | Nijvel                   | PRL     | Vervangt vanaf 16 juli 1999 Serge Kubla, die minister in de Waalse Regering wordt. Kubla was tot 12 juli 1999 voorzitter van de PRL-FDF-MCC-fractie. |
| Florine Pary-Mille         | Zinnik                   | PRL     | |
| Guy Saulmont               | Dinant-Philippeville     | PRL     | |
| Annie Servais-Thysen       | Luik                     | PRL     | Secretaris. |
| Jean-Marie Severin         | Namen                    | PRL     | Werd van 16 juli 1999 tot 17 oktober 2000 als minister in de Waalse Regering vervangen door Patrick Bioul. |
| Jean-Paul Wahl             | Nijvel                   | PRL     | |
| André Antoine              | Nijvel                   | PSC     | Vanaf 12 juli 1999 voorzitter van de PSC/cdH-fractie. |
| André Bouchat              | Aarlen-Marche-Bastenaken | PSC     | Voorzitter van de commissie Ruimtelijke Ordening, Stedenbouw, Erfgoed, Transport en Openbare Werken. |
| Christian Brotcorne        | Doornik-Aat-Moeskroen    | PSC     | Vervangt vanaf 20 november 2002 de overleden Georges Sénéca. |
| Philippe Charlier          | Charleroi                | PSC     | |
| Anne-Marie Corbisier-Hagon | Charleroi                | PSC     | |
| Michel de Lamotte          | Luik                     | PSC     | Vervangt vanaf 21 februari 2001 William Ancion, die schepen van Luik wordt. |
| Jacques Étienne            | Namen                    | PSC     | |
| Guy Hollogne               | Zinnik                   | PSC     | |
| Elmar Keutgen              | Verviers                 | PSC     | |
| Michel Lebrun              | Dinant-Philippeville     | PSC     | Secretaris. |
| Albert Liénard             | Bergen                   | PSC     | |
| André Namotte              | Luik                     | PSC     | Vervangt vanaf 24 april 2001 Ghislain Hiance, die op pensioen gaat. |
| Pierre Scharff             | Neufchâteau-Virton       | PSC     | |
| René Thissen               | Verviers                 | PSC     | |
| Alain Sadaune              | Charleroi                | FN      | |
| Marie-Rose Cavalier-Bohon  | Namen                    | Ecolo   | Vervangt vanaf 26 januari 2000 Philippe Defeyt, die federaal secretaris van Ecolo wordt. Defeyt was van 12 juli tot 15 december 1999 voorzitter van de Ecolo-fractie. |
| Marcel Cheron              | Nijvel                   | Ecolo   | |
| Xavier Desgain             | Charleroi                | Ecolo   | Voorzitter van de Ecolo-fractie vanaf 16 december 1999. |
| Michel Guilbert            | Doornik-Aat-Moeskroen    | Ecolo   | |
| Jean-Claude Hans           | Hoei-Borgworm            | Ecolo   | Vervangt vanaf 24 september 2003 Jean-Michel Javaux, die federaal secretaris van Ecolo wordt. Javaux was voorzitter van de commissie Binnenlandse Aangelegenheden en Ambtenarenzaken tot 15 september 2003. |
| Pierre Hardy               | Namen                    | Ecolo   | |
| Philippe Henry             | Luik                     | Ecolo   | |
| Daniel Josse               | Bergen                   | Ecolo   | |
| Alain Pieters              | Luik                     | Ecolo   | Vervangt vanaf 17 januari 2001 Nicole Maréchal, minister in de Franse Gemeenschapsregering. |
| Daniel Smeets              | Verviers                 | Ecolo   | Ondervoorzitter. |
| Luc Tiberghien             | Doornik-Aat-Moeskroen    | Ecolo   | Secretaris. |
| Alain Trussart             | Nijvel                   | Ecolo   | Vervangt vanaf 18 september 2002 Marc Hordies, die federaal secretaris van Ecolo wordt. |
| Monique Vlaminck-Moreau    | Charleroi                | Ecolo   | |
| Bernard Wesphael           | Luik                     | Ecolo   | Voorzitter van de commissie Binnenlandse Aangelegenheden en Ambtenarenzaken vanaf 7 oktober 2003. |